# Anemone baissunensis
Anemone baissunensis är en ranunkelväxtart som beskrevs av Sergei Vasilievich Juzepczuk och M.M. Sharipova. Anemone baissunensis ingår i släktet sippor, och familjen ranunkelväxter. Inga underarter finns listade i Catalogue of Life.